# حيالين الغاب
35°21′05″N 36°26′54″E / 35.351256°N 36.448345°E

حيالين الغاب أو حيالين، قرية تقع شمال غربي سوريا، تتبع ناحية مركز السقيلبية في منطقة السقيلبية شمال غربي محافظة حماة. تبلغ مساحتها 220 هكتارًا. كان عدد سكانها قبل الثورة السوريَّة يبلغ 3,913 نسمة حسب تعداد المكتب المركزي للإحصاء لسنة 2004، جلّهم من المسلمين السُنَّة.
تبعد حيالين حوالي 48 كيلومترًا عن حماة، ويتخامها عدَّة بلدات وقرى مجاورة، حيث تقع السقيلبية، وهي المركز الإداري للمنطقة إلى الغرب من حيالين وتبعد عنها مسافة أربعة كيلومترات، وتقع قلعة المضيق إلى الشمال الغربي منها، في حين تقع البريج وكرناز إلى الشمال، واللطامنة إلى الشرق، وشيزر والتريمسة والصفصافية إلى الجنوب الشرقي، وسلحب إلى الجنوب.
تتبع لها عدَّة مزارع وهي الكرامة وفرحة والعزية. أراضي القرية سهليَّة يغلبُ عليها المناخ المعتدل، ولا يتجاوز معدل الأمطار السنوي 400 ملم.

## الجغرافيا
تقع حيالين في منطقة الغاب الغربي، ويوجد فيها نبعين للمياه العذبة وهما عين التينة وعين الجابية.

## التاريخ
في عام 2005، شنَّ نظام بشار الأسد حملة اعتقالات في حيالين أُلقي فيها القبض على 18 شخصًا من أبناء القرية بتهمة الانتماء إلى جماعات إسلاميَّة، حيث ذكرت جمعية حقوق الإنسان في سوريا قيام 200 عنصر أمن باعتقال 18 شخصًا، على إثر اقتحام عدد من الأهالي مقر حزب البعث في القرية احتجاجًا على إصابة خمسة بجروح ونقلهم الى المشفى نتيجة إطلاق رجال الأمن للرصاص الحيّ عشوائيًا عندما أرادوا اعتقال أحد المطلوبين، واسمه مهدي الفارس. أمّا مصادر أخرى، فقد تحدثت عن أن دورية من رجال أمن نظام الأسد، مؤلَّفة من 7 أفراد، قامت بملاحقة أحد المطلوبين المنتمين إلى جهة إسلامية، فلجأ إلى أحد منازل القرية، مما دفع أفراد الدورية إلى مطالبة سكان المنزل بتسليم المطلوب، ولكنهم رفضوا ذلك، فتطورت المشاحنة الكلامية بين الجانبين مما أدى إلى فتح الأمن النار.
شاركت حيالين في الثورة السورية ضد نظام بشار الأسد منذ الأشهر الأولى لانطلاقها في عام 2011. فقد خرجت فيها مظاهرات في «جمعة ارحل» يوم 1 يوليو (تموز) عام 2011. قابل النظام المظاهرات والحراك الشعبي بالعنف المفرط، وشمل ذلك فتح النار على المتظاهرين السلميين والقيام بحملات اعتقال تعسُّفي، بل ووصل الأمر إلى قصف القرية وإحراق الممتلكات. فمثلًا، في يوم 11 أيلول (سبتمبر) عام 2011، تعرَّضت القرية لقصفٍ شديد، حيث سويت أربعة منازل بالأرض وتعرّض مسجد القرية للقصف. كما شنت قوات أمن النظام والشبيحة حملة تفتيش واعتقالات واسعة تم خلالها كسر وتخريب بيوت المدنيين. وفي يوم الأربعاء 23 نوفمبر (تشرين الثاني) عام 2011، قامت قوات الأمن مدعومة بعناصر الجيش ونحو 25 مدرَّعة باقتحام حيالين مجددًا بهدف إخماد الاحتجاجات فيها، وقاموا بإطلاق النار من بنادق الرشاشات الآليَّة على الأهالي وأضرموا النار في المنازل بعد أن ألقوا القبض على نحو مائة شخص لم يخرج معظمهم ليبقى مصيرهم مجهولًا كغيرهم من المختفين قسريًا في سجون نظام الأسد.
في 6 نيسان (أبريل) 2012، استقدمت قوات الأسد تعزيزات عسكرية إلى القرية وسط حركة نزوح خوفًا من القصف. وبالفعل، عاود نظام الأسد اقتحام حيالين وقام بقصف المنازل على رؤوس ساكنيها يوم 13 أيار (مايو) عام 2012. وفي 14 حزيران (يونيو) 2012، اقتحمت قوات الأسد القرية بالدبابات وسط قصف مدفعي، ما أدى إلى مقتل الطفلة فاطمة محمد رحيل. ولكن استمرّ الحراك الثوري في حيالين رغم الآلة القمعية لنظام الأسد، فخرجت مظاهرة يوم 6 تموز (يوليو) 2012 تحت شعار «جمعة حرب التحرير الشعبية».
وفي 20 ديسمبر (كانون الأول) 2012، أعلنت كتائب أحرار الشام وفصائل من الجيش السوري الحر (على رأسهم كتيبة شهداء حيالين) تحرير حيالين بعد الاشتباك مع قوات النظام على حاجز القرية لمدَّة 3 أيام خلال هجوم حماة. في حين أفادت لجان التنسيق المحليَّة عن فرض قوات النظام طوقًا على الحواجز المحيطة بالبلدة.
في 7 يوليو 2013، تمكَّن نظام بشار الأسد من استعادة السيطرة على القرية.
وفي يوم 22 كانون الثاني (يناير) 2014، اقتحمت قوات نظام الأسد حيالين واعتقلت عدة أشخاص وأحرقت وهدمت منازل ما تبقى من مدنيين فيها.
بالرغم من انخراط أبناء القرية في صفوف الثورة، وتشكيلهم عددًا من الفصائل العسكرية الثورية (مثل كتيبة شهداء حيالين)، فقد وثِّق ضلوغ آخرون في القتال إلى جانب قوات النظام، حيث نشر موالون للأسد قائمةً في عام 2017 ضمَّت أسماء 45 قتيلًا ممن قاتلوا في صفوف قوات النظام، وكان من بينهم تسعة ضباط، وجميعهم ينحدرون من حيالين.
في 2 مارس (آذار) 2025، قُتل أربعة مدنيين من أبناء القرية، وأُصيب أربعة آخرون بجروح متفاوتة، على إثر حادثة إطلاق رصاص قام بها مسلَّحون مجهولون يستقلون دراجة نارية. وقعت الحادثة، التي استهدفت مصلين أمام مسجد، خلال شهر رمضان قبيل إقامة صلاة التراويح. وقد نقل تلفزيون سوريا عن مصادر محلية أن الهجوم كان ناجم عن ثأر وخلافات عشائرية قديمة.

## الاقتصاد
قبل الثورة، كان السواد الأعظم من السكان يعملون في الزراعة البعلية، بالإضافة إلى تربية الحيوان. كما اشتغل البعض في السلك الوظيفي، وهناك بضعة محال تجارية وصناعية.

## المرافق والخدمات
القرية مخدّمة بمدرسة ثانوية ومدارس تعليم أساسي وحلقة أولى متوزعة على كل مزارعها، ويوجد فيها مركز ثقافي (تأسس عام 2005)، ومستوصف صحي، ووحدة إرشادية تُعنى بالزراعة والمزارع.
اعتبارًا من عام 2009، كان يوجد محطة محروقات تقع في نهاية البلدة، تدعى محطة دنيا، وكانت تخدّم حيالين إضافة لعدد من القرى المجاورة.

## النقل
ترتبط القرية بطريق رئيسي مع مدينتي السقيلبية وحماة. كما توجد طرق فرعية تربطها بالقرى المجاورة كقرية الجرنية والعوينة. كما كانت تخدّمها عدد من حافلات النقل الجماعي الصغيرة.

## أعلام ومشاهير
- أسعد مصطفى، سياسي سوري انشقّ عن النظام في نوفمبر (تشرين الثاني) 2011. شغل منصب وزير الزراعة والإصلاح الزراعي من عام 1992 حتى عام 2000، وكان عضوًا في مجلس الشعب، وتولّى منصب محافظ حماة عام 1985. أصبح بعد انشقاقه وزيرًا للدفاع في حكومة أحمد طعمة المعارضة عام 2013. انضم إلى الائتلاف الوطني كممثل عن جيش العزة من سبتمبر (أيلول) 2017 حتى يونيو (حزيران) 2020.[23]

- واصل خالد السمير العويد، لواء شغل منصب قائد الفرقة الخامسة في نظام الأسد من عام 2012 حتى عام 2018،[24] ويُعدّ أحد الضالعين في العديد من جرائم الحرب مثل مجزرة إزرع عام 2013، إضافة لمسؤوليته عن عمليات القصف التي نفّذتها الفرقة الخامسة، والتي أدّت إلى مقتل المئات من المدنيين في المنطقة المحيطة بألوية الفرقة الخامسة، ومنها مجزرة الحراك في يوليو (تموز) 2012، وهو مسؤول عن تصفية 40 مدنيًا رميًا بالرصاص قرب مطار خلخلة عام 2014.[25]